# Alfred Skaza
Alfred Antoni Skaza (ur. 11 grudnia 1893 w St. Gallen, zm. 29 marca 1943 w Warszawie) – major żandarmerii Wojska Polskiego.

## Życiorys
Urodził się w St. Gallen (Austria), w rodzinie Ferdynanda. W czasie I wojny światowej walczył w szeregach 1 Pułku Piechoty Legionów Polskich, w stopniu sekcyjnego. W maju 1915 przebywał w Szpitalu Rezerwowym Nr 2 w Wiedniu . Wiosną 1917 był wymieniony w stopniu kaprala w spisie oficerów, podoficerów i żołnierzy skierowanych na 2. Kurs Wyszkolenia . Z dniem 15 listopada 1918 został przeniesiony z etatu kompanii garnizonowej na etat Żandarmerii Polowej.
12 kwietnia 1927 roku został mianowany majorem ze starszeństwem z 1 stycznia 1927 i 1. lokatą w korpusie oficerów żandarmerii. W kwietniu 1929 został przeniesiony z 1 do 8 Dywizjonu Żandarmerii w Toruniu na stanowisko pełniącego obowiązki dowódcy dywizjonu. W marcu 1932 został zwolniony ze stanowiska dowódcy dywizjonu i oddany do dyspozycji dowódcy Okręgu Korpusu Nr VIII. W czerwcu 1933 został przydzielony do Powiatowej Komendy Uzupełnień Bydgoszcz Miasto celem odbycia praktyki w służbie uzupełnień. W marcu 1934 zastąpił majora Ryszarda Korzańskiego na stanowisku komendanta PKU Bydgoszcz Miasto. W lipcu 1935 roku został zwolniony ze stanowiska komendanta PKU i oddany do dyspozycji dowódcy Okręgu Korpusu Nr VIII, a następnie przeniesiony w stan spoczynku.
Zmarł 29 marca 1943 w Warszawie. 3 kwietnia tego roku został pochowany na Cmentarzu Wojskowym na Powązkach (kwatera A8-1-20). Był żonaty, miał córkę.

## Ordery i odznaczenia
- Krzyż Niepodległości (16 września 1931)[13]
- Krzyż Walecznych (dwukrotnie)[14]
- Złoty Krzyż Zasługi (28 czerwca 1939)[15]
- Srebrny Krzyż Zasługi (15 sierpnia 1924)[16][17]